# Jutrosin (województwo zachodniopomorskie)
Jutrosin (niem. Morgenland) – osada w Polsce położona w województwie zachodniopomorskim, w powiecie drawskim, w gminie Drawsko Pomorskie. W latach 1975–1998 miejscowość administracyjnie należała do województwa koszalińskiego. Do końca 2018 roku znajdowała się w zlikwidowanej gminie Ostrowice. W roku 2007 osada liczyła 40 mieszkańców. Miejscowość wchodzi w skład sołectwa Borne.

## Geografia
Osada leży ok. 2,5 km na północny zachód od Bornem, nad jeziorem Maluda, ok. 300 m na wschód od jeziora Gielno.